# Jack Hylton

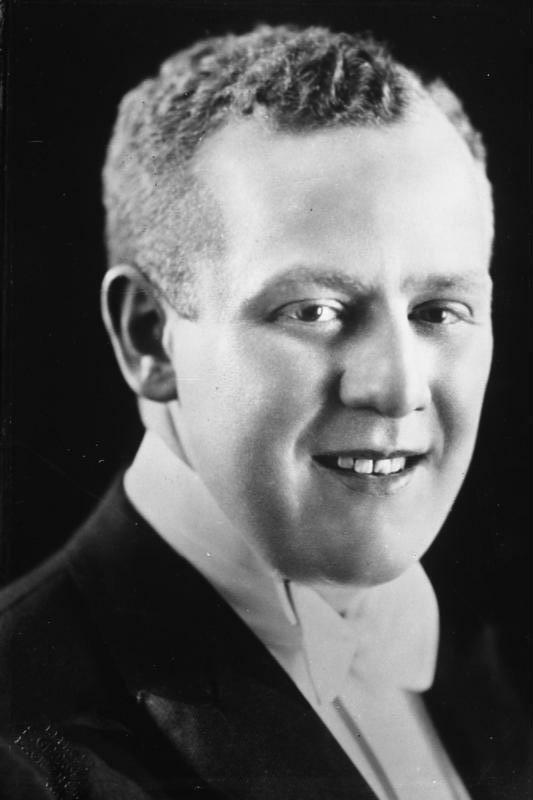
Jack Hylton (1928)

Jack Hylton. geboren als John Greenhalgh Hilton (* 2. Juli 1892 in Bolton, Lancashire; † 29. Januar 1965 in Marylebone, London) war ein englischer Big-Band-Leader und Konzert- und Musicalproduzent.

## Leben
Hiltons Vater arbeitete in einer Baumwollspinnerei und war aktiver Gewerkschafter, Amateur-Sänger und später Wirt, seine Mutter war eine Lehrerin. Jack Hilton hatte früh seine ersten öffentlichen Auftritte als Sänger und Klavierbegleiter im Pub seines Vaters und tourte die Küsten-Ferienorte mit einer Pantomimen-Gruppe. Um 1909 übernahm er die Band-Leitung und das Management ähnlicher Gruppen. Dort traf er auch 1913 seine spätere Frau, die er Anfang der 1920er Jahre heiratete. Ab 1914 begann er auch in London als Stummfilmpianist und Pianist in Tanz-Bands zu spielen. Während des Ersten Weltkriegs leitete er eine Band zur Truppenbetreuung. 1918 begann er einen Comedy-Act mit Tommy Handley, ein Jahr später arbeitete er als Songwriter und Musikverleger in Blackpool und London. Nachdem er Platten von Paul Whiteman hörte, organisierten sie eine ähnliche Band, für die Hylton die Stücke nach den Platten arrangierte. 1921 machte das „Queens Hall Roof Orchestra“ seine ersten Aufnahmen. 1923 hatte er sein eigenes Orchester. Bald gehörten sie zu den beliebtesten Londoner Dance-Bands, spielten im Kit-Kat Club und im Alhambra und 1926 sogar – erweitert um Streicher – in der Royal Albert Hall, wobei Hylton nun nicht mehr am Klavier begleitete, sondern wie Paul Whiteman dirigierte. 1927 tourte die Band erstmals auf dem Kontinent (Auftritte in den USA unterblieben 1929 aufgrund Schwierigkeiten mit den Gewerkschaften, 1932 wurden sie dort aber im Radio übertragen). Allein 1929 verkauften sie über 3 Millionen Platten.
1931 spielten sie das für sie komponierte „Mavra“ von Igor Strawinsky im Pariser Opernhaus. 1931 wurde er Ritter der französischen Ehrenlegion. 1933 organisierte Hylton die Tour von Duke Ellington in Großbritannien und Festland-Europa. Im Jahr 1934 spielte Coleman Hawkins während seines England-Aufenthaltes in der Hylton-Band. 1935 – nachdem sie in einem ersten eigenen Film „She shall have music“ auftraten – löste Hylton die Band vorübergehend auf und leitete 10 Monate in den USA eine Band mit amerikanischen Musikern. Nach seiner Rückkehr 1936 setzte er seine Erfolge fort, tourte 1938 zum letzten Mal in Europa, löste die Band aber zu Kriegsbeginn 1940 auf (1950 traten sie nochmals zu einer „Royal Command Performance“ zusammen). Danach begann er als Konzertmanager zu arbeiten, zunächst für das Royal Philharmonic Orchestra. Ab 1941 begann seine Karriere als erfolgreicher Musicalproduzent. 1948 entdeckte er dabei Shirley Bassey. Ab 1955 arbeitete er auch viel fürs Fernsehen. 1963 heiratete er ein zweites Mal. Er starb 1965 an einem Herzanfall.